# Wereldkampioenschap dammen 1984 (match)

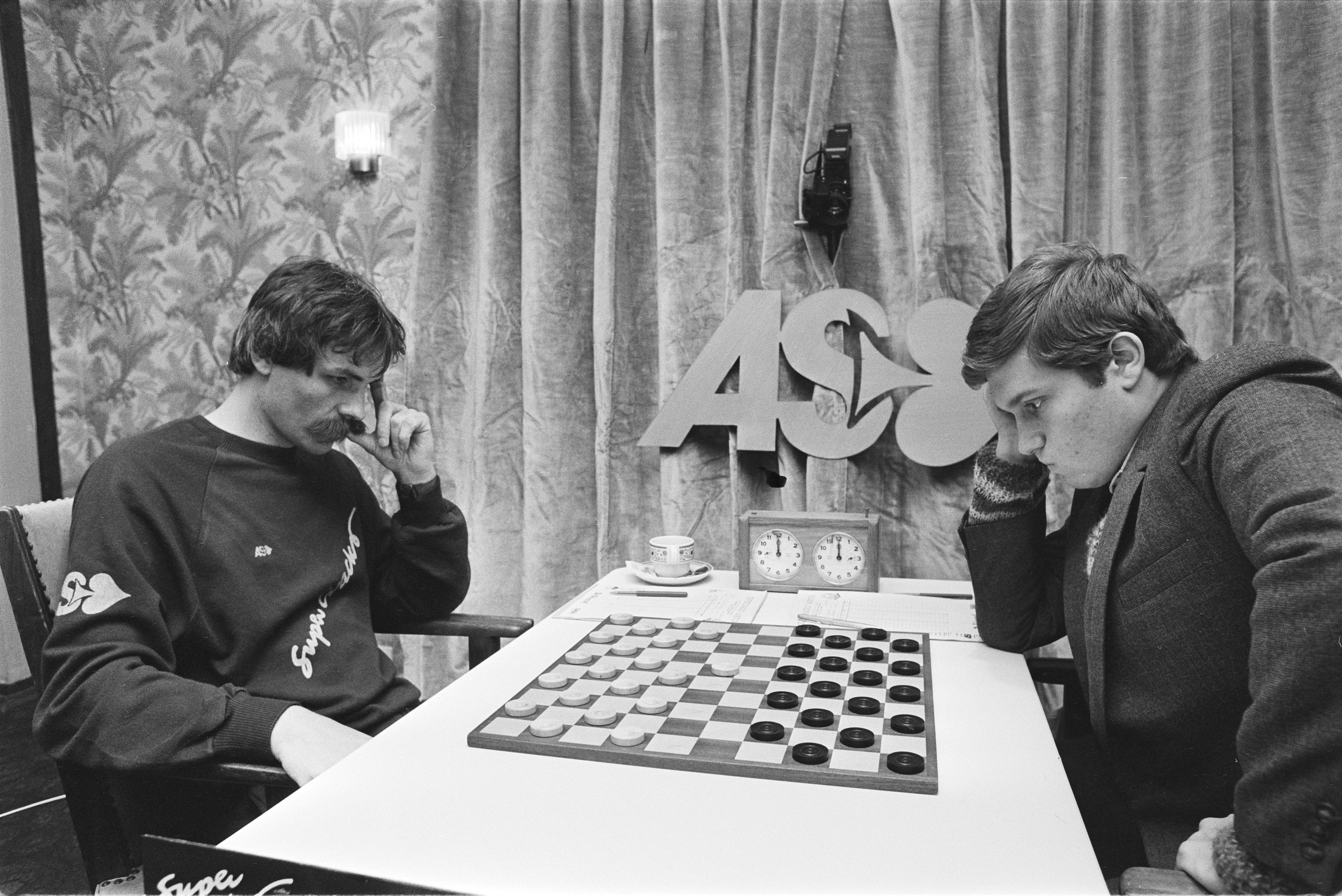
Wiersma en Wirny tijdens de match.

De match om het wereldkampioenschap dammen 1984 werd van 18 maart t/m 14 april 1984 in Moskou en Rotterdam gespeeld door Harm Wiersma en Vadim Virny. 
De match bestond uit 20 partijen waarvan beide spelers een partij wonnen zodat de match in een 20 - 20 gelijkspel eindigde waarmee Wiersma zijn zesde wereldtitel behaalde. 

## Resultaten
| Rang | Land | Naam         | Titel | Rating | 1 | 2 | 3 | 4 | 5 | 6 | 7 | 8 | 9 | 10 | 11 | 12 | 13 | 14 | 15 | 16 | 17 | 18 | 19 | 20 | punten |
| ---- | ---- | ------------ | ----- | ------ | - | - | - | - | - | - | - | - | - | -- | -- | -- | -- | -- | -- | -- | -- | -- | -- | -- | ------ |
| 1    | NED  | Harm Wiersma | GMI   | 2417   | 1 | 2 | 1 | 1 | 1 | 1 | 1 | 1 | 1 | 1  | 1  | 1  | 1  | 1  | 1  | 0  | 1  | 1  | 1  | 1  | 20     |
| 2    | URS  | Vadim Virny  | GMI   | 2409   | 1 | 0 | 1 | 1 | 1 | 1 | 1 | 1 | 1 | 1  | 1  | 1  | 1  | 1  | 1  | 2  | 1  | 1  | 1  | 1  | 20     |